# Floyd Smith
Pour les articles homonymes, voir Smith.
Floyd Olin Smith, né le 1er décembre 1885 à Rowley et mort le 6 août 1961 à Felton, est un médecin américain et missionnaire chrétien.
Il travaille dans l'Empire ottoman (1913–1917) puis aux Philippines (1918–1927) pour Near East Relief et la Croix-Rouge.
Dans les années 1910, il aide notamment les victimes du génocide arménien.